# 京涅
51°9′43″N 26°45′46″E / 51.16194°N 26.76278°E

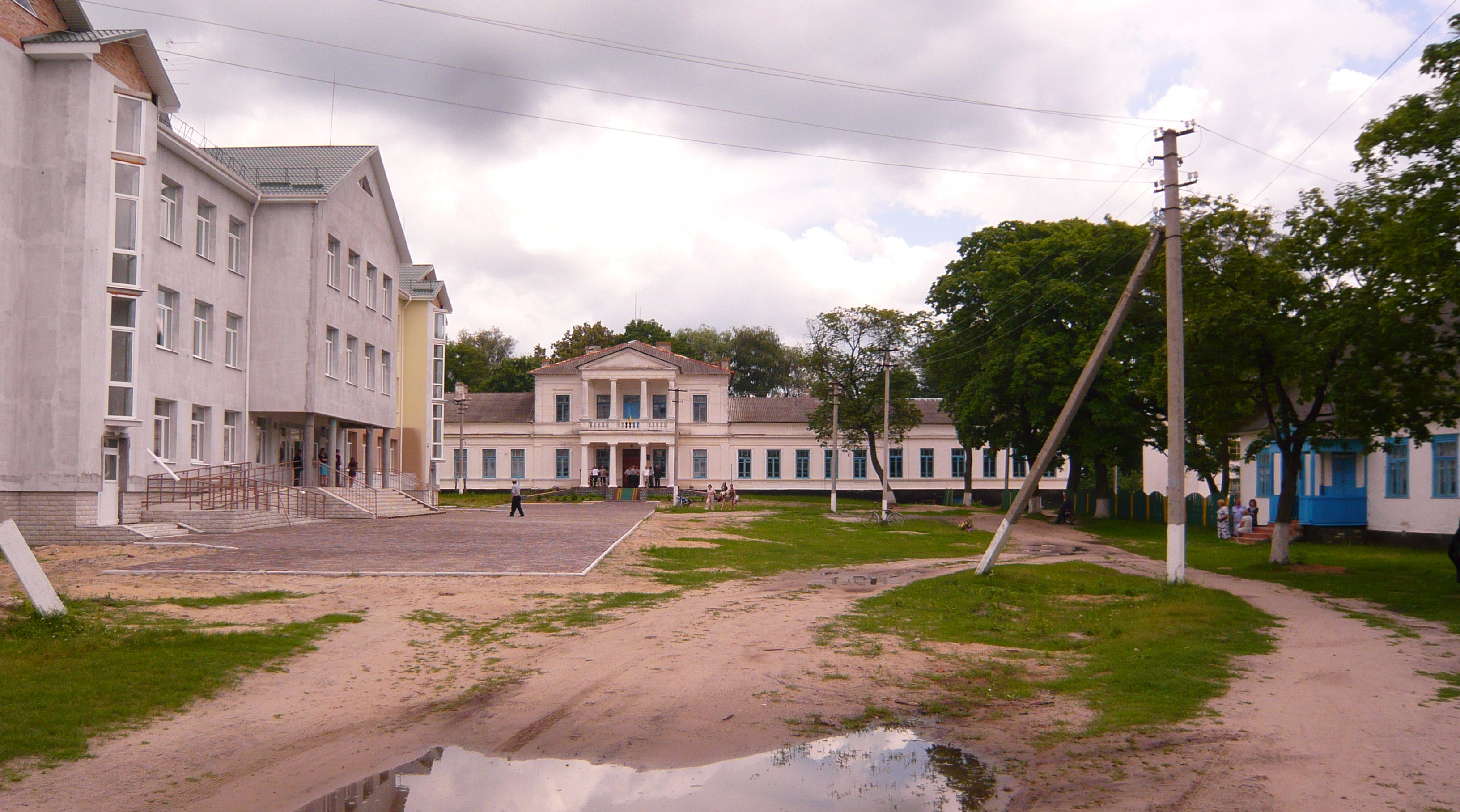

京涅（烏克蘭語：Тинне）是位於烏克蘭西部里夫內州裏薩爾內區的村莊，始建於1463年，面積5.553平方公里，海拔高度159米，2001年該城鎮人口4,322。